# Cathédrale Vieux-Saint-Vincent de Mâcon
Cette ancienne cathédrale n’est pas la seule cathédrale Saint-Vincent.
La cathédrale Saint-Vincent de Mâcon, actuellement appelée par rétronymie Vieux Saint-Vincent, est la cathédrale primitive de Mâcon, dédiée à Vincent de Saragosse.

## Description
La partie la plus ancienne de la cathédrale est réduite à une seule travée, qui correspond en fait à ce qu'on appelle ordinairement massif occidental. Deux tours octogonales de hauteur différente la surmontent. Les parties basses remontent vraisemblablement à la première moitié du XIe siècle tandis que les zones supérieures sont gothiques (XIVe siècle). Un beffroi, détruit pendant la Révolution, surmontait la tour sud alors que la flèche de la tour nord a été tronquée. Entre elles, au-dessus du porche, se trouve une chapelle haute, voûtée d'un berceau transversal, qui était dénommée « Sainte-Marie de la Porte » (capella sancte marie in porta ecclesie), chapelle à laquelle on accède par un bel escalier à vis dans la tour sud.
Dans sa Description particulière des villes et villages du Mâconnais, l'abbé Courtépée en parle en ces termes : « L'église cathédrale, sous l'invocation de saint Vincent, est étroite et sombre, mais ses voûtes assez exhaussées. La sonnerie de ses cloches passe pour être une des plus harmonieuses du royaume. »

### Façade
L'ancien mur de façade est décoré de bandes lombardes, mieux conservées dans les parties hautes.

#### Tympan
Le tympan comporte cinq registres horizontaux superposés qui détaillent des scènes du Jugement Dernier :
Premier registre
Les élus, devant la porte de la Jérusalem céleste, sont accueillis par le Christ, et non, comme dans la tradition, par Saint-Pierre. Du coup, d'ailleurs, Jésus figure donc deux fois sur le tympan, ce qui est une situation très rare. L'archange Michel sépare les élus des damnés, qu'un diable ailé pousse et qu'un autre tire.
Deuxième registre
Le jour de la Résurrection, les morts sortent de leurs tombeaux représentés par des sarcophages ; ils ont les mains jointes en signe de supplication.
Troisième registre
24 personnages, auréolés, pourraient représenter les 24 vieillards de l'Apocalypse composant le tribunal céleste, bien que les attributs qui les accompagnent habituellement ne se retrouvent pas tous ici.
Quatrième registre
La Vierge et Saint Jean, chacun accompagné d'un ange, sont les avocats des âmes ; deux séries de cinq apôtres les soutiennent dans cette tâche, Judas, le traître, n'étant pas représenté.
Cinquième registre
On distingue au centre le contour de la figure du Christ, la partie supérieure de la mandorle étant encadrée par des anges et des chérubins ; au-dessus, une sculpture mutilée représentait peut-être, la main de Dieu.
"Le Dieu du Jugement apparaît pour la première fois sculpté sur le porche de la cathédrale Saint-Vincent de Mâcon, au début du XIIe siècle" (vers 1130).

### Narthex
Un narthex se situe en avant du portail proprement dit ; on y trouve des éléments romans et gothiques, sans compter les nombreuses restaurations ultérieures. Il est divisé par deux arcs doubleaux en trois travées dont les couvertures, voûte sur croisées d'ogives au centre et voûtes d'arêtes sur les côtés, retombent sur des pilastres. Ses ouvertures en plein cintre sont constituées de deux baies au nord et deux baies à l'ouest, encadrant la porte. Chaque baie est surmontée d'un arc en plein cintre à triple rouleau. Très importants éléments de décor roman, chapiteaux et bases.

### Portail
Le portail de style gothique flamboyant date de la fin du XVe siècle. Sa masse servit de contrefort, destiné à empêcher l'écartement du narthex de l'ancienne façade. En complément, un remblayage entraîna la surélévation du parvis et nécessita la construction d'un escalier pour atteindre le sol du narthex, deux mètres plus bas. Le fronton a été rajouté en 1857.

## Historique
L'histoire de la cathédrale est longue et complexe. Le sol instable, les guerres, les défauts de construction ont jalonné son existence jusqu'à sa démolition partielle à la Révolution.
- 538 : Un édifice devait déjà exister du temps de Placide, premier évêque de Mâcon. D'après une tradition ancienne et fiable, le sanctuaire fut d'abord placé sous le patronage de saint Barthélemy[2], puis de saint Gervais et saint Protais, car il s'agissait très vraisemblablement d'une cathédrale double (de), c'est-à-dire constituée d'au moins deux églises et un baptistère.
- 543 : Le roi Childebert fit don au sanctuaire de la tunique du martyr Vincent de Saragosse, ramenée d'Espagne.
- 742 : Incendie accidentel.
- 743 : Première mention de la cathédrale dans les textes.
- 834 : Pillage par Lothaire.
- 937 : Pillage par les Hongrois.
- milieu du Xe siècle… L'évêque Mainbod entreprit la construction d'un nouvel édifice.
- 960 : Un incendie ravagea le nouveau sanctuaire.
- vers la fin du Xe siècle : Une cathédrale romane succéda à ces ruines. Sa construction correspond à l'épisocopat de Liébaud de Brancion (ancienne façade et partie basse des clochers). Cet édifice est contemporain de deux abbatiales, celle de Cluny II (détruite par les moines au milieu du XVIIIe) et celle de Tournus.
- premières années du XIIe siècle : À l'époque du grand conflit entre Mâcon et Cluny, l'évêque Bérard de Châtillon dota sa cathédrale d'un tympan de prestige, protégé par un vaste porche. Les sculptures du tympan, d'une grande qualité, sont très voisines de celles de l'autel d'Avenas et d'une partie des sculptures de Cluny (grands chapiteaux) ; l'historien de l'art américain Edson Armi les attribue toutes au master of Avenas.

Il est probable qu'il s'agisse d'un des plus anciens portails romans européens, sinon peut-être même du plus ancien conservé.
- vers 1240 : Peut-être après la fin du conflit violent entre l'évêque et le dernier comte Jean de Braine, débuta une complète reconstruction gothique, qui dura tout le reste du XIIIe siècle.

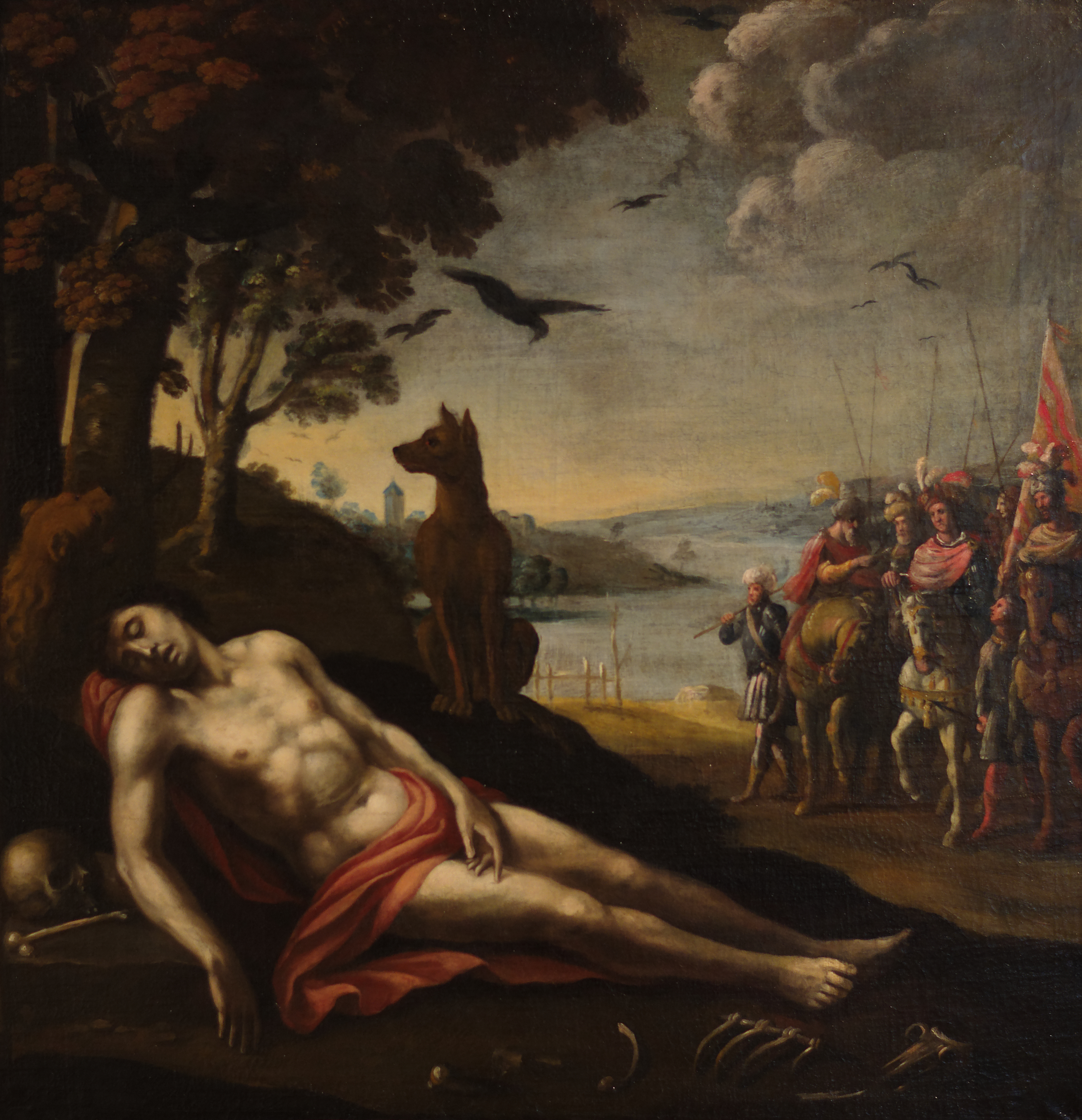
Saint-Vincent meurt de ses blessures, Guillaume Perrier. Huile sur toile provenant de la cathédrale et déposée au Musée des Ursulines de Mâcon en 1886.

- début du XIVe siècle : Rehaussement de la tour nord.

- début du XVe siècle : Rehaussement de la tour sud.
- fin du XVe siècle : Un portail gothique remplaça le précédent portail du narthex
- septembre 1567 : Durant les troubles particulièrement violents des guerres de religion, la cathédrale fut mise à sac par les protestants ; les objets du culte et les titres disparurent. Martelage des sculptures hautes du tympan.
- début du XVIIe siècle : Les premières restaurations significatives furent entreprises par l'évêque Gaspard Dinet : pavement de marbre, stalles, autels, remplacement de l'orgue vendu par les protestants, commande de tableaux.
- 1789 : Saint-Vincent devint un bien national.
- 1791 : Un dernier Te Deum fut chanté dans la cathédrale, à l'occasion de l'acceptation de la Constitution par le roi.
- 1792 : En vertu d'un arrêté du 16 juin 1792, le carillon, installé dans la tour octogonale sud, perd quatre de ses six cloches (la plus grosse étant « dame Barbe », d'un poids de 5 300 livres)[3].
- 1793 : Après avoir servi de lieu de réunion, l'édifice fut transformé en Temple de la Raison jusqu'à la chute de Robespierre.
- 8 mai 1794 : Première cérémonie du culte de l'Être Suprême.
- 3 décembre 1795 : Des architectes déclarèrent qu'une partie du vaisseau menaçait de s'effondrer ; la ville, qui n'avait pas les moyens d'entreprendre la restauration, fit appel au département.
- 3 décembre 1795 : Devant l'ampleur des travaux à réaliser, le département proposa la destruction de l'édifice, acceptée par le ministre.
- 12 février 1799 : La démolition commença ; seuls le narthex et les clochers furent épargnés.
- 1855 : Le conseil municipal décida de lancer un certain nombre de restaurations: installation d'une chapelle dans le narthex ; restauration des sculptures, des colonnettes et des chapiteaux ; fermeture de l'arc béant donnant sur la nef, pose de verrières. L'édifice, rouvert au culte jusqu'à la Première Guerre mondiale, fut dénommé « Vieux Saint-Vincent » pour le différencier d'une nouvelle église Saint-Vincent, construite au début du siècle.
- Début des années 1970 : réalisation de travaux d'entretien et de mise en valeur, et ouverture au public[4]. Les restes du cloître, déplacés au XIXe siècle entre l'édifice et la rue Dinet (lors du premier sauvetage de l'édifice), disparaissent, les responsables des Bâtiments de France considérant que « situé ainsi, le cloître rendait incompréhensibles les restes de l'édifice ».
- 16 mars 2023 : la cathédrale fait partie des édifices sélectionnés par la Mission patrimoine comme site emblématique de la région Bourgogne-Franche-Comté (« Loto du patrimoine »). L'opération, inscrite dans le contrat de plan État-Région 2021-2027, se montera à 5,9 millions d'euros[5].

### Représentations
- Jean-François Garmier, Plans et vues de Mâcon. La ville prisonnière : XVIe – XVIIIe siècles, Mâcon, 1993.
- Jean-François Garmier, Plans et vues de Mâcon. La ville libérée : XIXe siècle, Mâcon, 1994.